# الجوة (مدغل الجدعان)

تعديل مصدري - تعديل

الجوة هي إحدى قرى عزلة مدغل الجدعان بمديرية مدغل الجدعان التابعة لمحافظة مأرب، بلغ تعداد سكانها 519 نسمة حسب تعداد اليمن لعام 2004.